# NKVD Ordem Nº 00439
A ordem NKVD № 00439, assinada por Nikolai Yezhov em 25 de julho de 1937, foi a base para a operação alemã da NKVD em 1937–1938. A operação foi a primeira da série de operações nacionais da NKVD.
A ordem ordenou prender cidadãos da Alemanha, bem como ex-cidadãos alemães que assumiram a cidadania soviética. Os cidadãos alemães que trabalhavam em ferrovias e empresas de defesa foram qualificados como "agentes penetrados do Estado Maior Alemão e da Gestapo", prontos para atividades de desvio "durante o período da guerra" (NB: a guerra era considerada iminente).
Durante o primeiro mês da operação, 472 pessoas foram presas; o número total era de cerca de 800 pessoas, ou cerca de 20% de todo o número de cidadãos alemães registrados na época.
A ordem também instruiu a estar preparada para a segunda onda de repressões contra cidadãos soviéticos de etnia alemã. De fato, a operação nacional contra cidadãos soviéticos de descendência alemã resultou na condenação de pelo menos 55.005 pessoas, incluindo 41.898 condenadas à morte.